# Паспорт гражданина Джибути
Джибутийский паспорт выдается гражданам Джибути для международных поездок. Документ имеет 31 страницу. Действителен в течение пяти лет. Паспорт содержит полное имя, фотографию, подпись и дату рождения владельца. На обложке паспорта изображен герб Джибути и название страны над ним.
В феврале 2016 года граждане Джибути имели безвизовый режим при въезде в 44 страны и территории, в результате чего паспорт Джибути занял 93-е место в мире.